# Bonnie McKee
Bonnie Leigh McKee (* 20. Januar 1984 in Vacaville, Kalifornien) ist eine US-amerikanische Sängerin und Songwriterin.

## Biografie
McKee wuchs in Kalifornien in einer musikalischen Familie auf und lernte Klavier spielen. Später zog sie nach Seattle, wo sie im Seattle Girl's Choir sang. Mit zwölf Jahren machte sie erste Aufnahmen und begann mit dem Schreiben von eigenen Songs. Es folgte eine schwierige Jugend und ein Schulverweis von der High School, bevor sie erfolgreich zur Musik fand. Das Label Reprise nahm sie unter Vertrag. Ihr Lied Somebody schaffte es 2004 auf den Soundtrack zum Film Total verknallt in Tad Hamilton und kam in die Adult-Popcharts. Im selben Jahr erschien ihr Debütalbum Trouble, das zum Flop wurde.
Danach wurde es wieder ruhig um Bonnie McKee; erst 2010 rückte sie wieder ins Rampenlicht. Als Songwriterin für Katy Perry war sie im Team mit Dr. Luke und Max Martin an gleich drei Nummer-eins-Hits der Popsängerin beteiligt: California Gurls, Teenage Dream und Last Friday Night (T.G.I.F.). Außerdem schrieben sie zusammen Dynamite für Taio Cruz und Hold It Against Me für Britney Spears, die ebenfalls die Chartspitze erreichten. Die Erfolge setzten sich in den folgenden Jahren fort. Sie schrieb viele weitere Charthits für prominente Musiker, auch zusammen mit anderen Songwritern. Roar, erneut für Katy Perry, war 2013 der achte Nummer-eins-Hit mit ihrer Beteiligung.
2013 nahm sie erneut eine eigene Single auf. Mit American Girl, einem Popsong im Stil von Katy Perry und Kesha, schaffte sie es im September 2013 in die Billboard Hot 100.
Im Juni 2023 veröffentlichte sie die Single Slay als Vorgriff auf das nächste Album Hot City.

## Songwriting
Beteiligung unter anderem an:
- Taio Cruz: Dynamite
- Rita Ora: How We Do (Party)
- Katy Perry: Last Friday Night (T.G.I.F.), Part of Me, Roar, Teenage Dream, California Gurls, Wide Awake
- Britney Spears: Hold It Against Me, Ooh La La
- Kesha: C’mon

## Diskografie
Alben
- 2004: Trouble

EPs
- 2003: Bonnie McKee
- 2015: Bombastic

Singles
- 2004: Trouble
- 2004: Somebody
- 2013: American Girl
- 2015: Bombastic
- 2016: Wasted Youth
- 2016: I Want It All
- 2016: Easy
- 2016: Stars in Your Heart
- 2017: Thorns
- 2018: Sleepwalker
- 2018: Mad Mad World
- 2019: Lovely
- 2023: Slay

Gastbeiträge
- 2009: Boy Hangover (Lester Lewis feat. Bonnie McKee)
- 2012: Thunder (Rusko feat. Bonnie McKee)
- 2014: Afroki (Steve Aoki & Afrojack feat. Bonnie McKee)
- 2017: Riding Shotgun (Kygo & Oliver Nelson feat. Bonnie McKee)
- 2019: Lonely for You (Armin van Buuren feat. Bonnie McKee)